# Larinia jeskovi
Espèce
Larinia jeskovi est une espèce d'araignées aranéomorphes de la famille des Araneidae.

## Distribution
Cette espèce se rencontre de la France jusqu'au Japon.

## Description
Cette araignée ne présente pas de dimorphisme sexuel prononcé ; elle mesure de 5 à 9 mm.

## Systématique
Le nom valide complet (avec auteur) de ce taxon est Larinia jeskovi Marusik, 1987,.

## Étymologie
Son épithète spécifique, jeskovi, lui a été donnée en l'honneur de Kirill Y. Eskov (1956-).

## Publication originale
- (en) Yuri M. Marusik, « The Orb-Weaver genus Larinia Simon in the USSR (Aranei, Araneidae) », Spixiana, Zoologische Staatssammlung München, vol. 9, no 3,‎ 31 décembre 1986, p. 245-254 (ISSN 0341-8391 et 0343-5512, OCLC 04445276, lire en ligne).